# Nördlicher Gleithörnchenbeutler

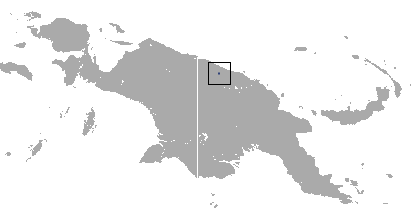
Im Quadrat der Fundort des Nördlichen Gleithörnchenbeutlers

Der Nördliche Gleithörnchenbeutler (Petaurus abidi) ist eine nur in einem kleinen Gebiet im Norden von Neuguinea vorkommende Art der Gleitbeutler (Petauridae). Fundort der Art ist der Mount Somoro und seine unmittelbare Umgebung im Torricelligebirge im Norden der Provinz Sandaun im Nordwesten von Papua-Neuguinea. Die Art hat damit eines der kleinsten Verbreitungsgebiete von allen melanesischen Säugetieren.
Der Artzusatz im wissenschaftlichen Namen ehrt den pakistanischen Tiersammler Abid Beg Mirza.

## Merkmale
Der Nördliche Gleithörnchenbeutler erreicht eine Kopfrumpflänge von 25 bis 28 cm, hat einen 35 bis 38 cm langen Schwanz und erreicht ein Gewicht von 228 bis 332 g. Das Rückenfell ist hellgrau bis gelblich-braun. Die gelblich-braune Tönung ist entlang der Rückenmittellinie am deutlichsten ausgeprägt. Vom in ganz Neuguinea vorkommenden Kurzkopfgleitbeutler (Petaurus breviceps) unterscheidet sich die Art durch ihre Größe und den fast vollständig schwarzen Schwanz. Im Unterschied zu den australischen Gleithörnchenbeutlern ist das Fell des Nördlichen Gleithörnchenbeutlers lang und dicht und sein Schwanz ist nicht buschig.

## Lebensraum und Lebensweise
Der Lebensraum des Nördlichen Gleithörnchenbeutlers ist ein vermooster, tropischer Primärwald. Die meisten Exemplare wurden bisher in Höhen von 800 bis 1200 Metern beobachtet, wenige auch darunter bis in Höhen von 300 Metern. Außerdem findet sich die Art in verunkrauteten Gärten in unmittelbarer Waldnähe. Über die Lebensweise des Nördlichen Gleithörnchenbeutlers ist kaum etwas bekannt. Einige wurden gefangen während sie Feigen fraßen. In Gefangenschaft gehaltene Exemplare wurden mit Bananen, Guaven und Früchten von Syzygium ernährt.

## Gefährdung
Die IUCN stuft den Nördlichen Gleithörnchenbeutler als vom Aussterben bedroht (Critically Endangered) ein. Grund ist vor allem das kleine Verbreitungsgebiet, das nur etwa 100 km² groß ist, und die Seltenheit der Tiere. In zwanzig Jahren wurden nur sieben Exemplare gefangen. Möglicherweise ist die Art aber weiter verbreitet und kommt in einem größeren Gebiet im etwa 100 km langen, wenig erforschten Nördlichen Küstengebirge vor.

## Belege
1. 1 2 3  Stephen Jackson: Family Petauridae (Striped Possums, Leadbeater's Possum and Lesser Gliders). S. 561 in Don E. Wilson, Russell A. Mittermeier: Handbook of the Mammals of the World – Volume 5. Monotremes and Marsupials. Lynx Editions, 2015, ISBN 978-84-96553-99-6
2. ↑  Beolens, Watkins & Grayson: The Eponym Dictionary of Mammals. JHU Press, 2009, S. 2 (Abid).
3. ↑  Petaurus abidi in der Roten Liste gefährdeter Arten der IUCN 2016. Eingestellt von: Leary, T., Wright, D., Hamilton, S., Singadan, R., Menzies, J., Bonaccorso, F., Salas, L., Dickman, C. & Helgen, K., 2016. Abgerufen am 21. Juni 2018.